# Jan Löfberg
Johan (Jan) Magnus Löfberg, född den 3 december 1934, är en svensk docent och tidigare universitetslektor i teologi vid Lunds universitet (1973–1999).
Löfberg blev filosofie licentiat i praktisk filosofi vid Uppsala universitet och teologie licentiat i religionsfilosofi vid Lunds universitet. Han blev teologie doktor i religionsfilosofi 1982 på en avhandling om Jesus förkunnelse ur värderingssystematisk synpunkt.

## Verksamhet som präst
Löfberg är präst i Svenska kyrkan. Han arbetade från slutet av 1960-talet kyrkopolitiskt, främst som föredragshållare och kritiskt språkrör i dagspressen (inte minst Dagens Nyheter), för den så kallade demokratiska folkkyrkolinjen. Han gjorde detta i nära samarbete med den linjens pionjärer, trojkan Karl-Manfred Olsson, Ingmar Stoltz och Ingmar Ström. Som präst är Löfberg bland annat inspirerad av befrielseteologi och feministteologi och har som handledare för studentgrupper besökt och diskuterat med ett stort antal befrielseteologer ute i tredje världen. Men han har tagit avstånd från inte bara vad han hävdar är förtryck och människofientlighet med Jesus som falsk flagg i den kristna traditionen utan också från användningen av hermeneutisk metod och religiös apologetik under vetenskaplig täckmantel.

## Åsikter om kårobligatoriets avskaffande
Löfberg var inspektor för Smålands nation i Lund 1999-2006. I den egenskapen fick han i uppdrag att analysera det som 2009 blev riksdagens avskaffande av kårobligatoriet per 1 juli 2010. Professor Gunnar Bramstång gjorde också en analys ur juridisk synvinkel. Såväl dessa som bland andra Lunds inspektorskollegium och kuratorskollegium motsatte sig starkt avskaffandet av obligatoriet.
Löfberg hävdade - möjligen något överraskande - att det var avskaffandet, och inte den tidigare obligatoriet, som innebar en grov kränkning av studenternas föreningsfrihet genom ett statligt skapande av "ideella föreningar" (att jämföra med statliga politiska partier) samt en privatisering av omfattande statlig egendom (inklusive flera tusen bostäder), som var resurser avsedda för alla studenter. Studenterna skulle nu tvingas gå med i, och alltså ta ställning för, de ideella föreningarna för att få behålla tillgången till resurserna, vilket Löfberg såg som en politisk och ekonomisk utpressning. Tillsammans med Bramstång och ytterligare sju av sina tidigare inspektorskollegor klagade han 2011 över beslutet hos EU-kommissionen.